# Michał Heller
Michał Kazimierz Heller (Tarnów, 12 marzo 1936) è un presbitero polacco, professore di filosofia presso la Pontificia Università Giovanni Paolo II a Cracovia e membro aggiunto dell’Osservatorio Vaticano. È docente di filosofia della scienza e di logica presso l’Istituto Teologico di Tarnów.

## Biografia
Michał Heller ha frequentato il liceo a Mościce, e si è laureato presso l’Università Cattolica di Lublino, dove ha conseguito un master in filosofia nel 1965 e un dottorato di ricerca in cosmologia nel 1966.
Nel 1985 Heller ha ricevuto la cattedra presso la Pontificia Accademia di Teologia di Cracovia. Ha ricevuto una laurea honoris causa presso l’Università di tecnologia di Varsavia, ed è stato visiting professor presso l’Università cattolica di Lovanio in Belgio e visiting scientist presso l’Università di Liegi in Belgio, l’Università di Oxford, l’Università di Leicester, l’Università della Ruhr, in Germania, la Catholic University of America, e la University of Arizona. Michał Heller è un membro della Pontificia Accademia delle Scienze.
Attualmente le sue ricerche riguardano il problema singolarità nella relatività generale e l’uso della geometria non commutativa nella ricerca di un’unificazione tra le teorie della meccanica quantistica e della relatività generale. Ha pubblicato circa 200 studi scientifici non solo sulla relatività generale e sulla cosmologia relativistica, ma anche su filosofia, storia della scienza e storia della scienza e della teologia. Heller è autore di oltre 20 libri. Nel suo volume, La fisica è un’arte? (Biblos, 1998), si occupa della matematica intesa come il linguaggio della scienza ed esplora anche questioni umanistiche come la bellezza come criterio di verità, creatività e trascendenza.

### Premio Templeton
Nel marzo 2008, Heller è stato insignito del Premio Templeton per aver sviluppato "nuove e importanti considerazioni su alcune delle più profonde idee dell’umanità". I suoi lavori hanno cercato di conciliare il "mondo scientifico noto con le dimensioni inconoscibili di Dio".
Heller ha utilizzato il premio in denaro per istituire un istituto di ricerca intitolato a Niccolò Copernico con il compito di conciliare scienza e teologia. Dopo aver ricevuto il Premio Templeton, Heller ha detto: „Se ci interroghiamo sulla causa dell’universo ci dobbiamo interrogare anche sulla causa delle leggi matematiche. Così facendo torniamo al punto centrale del progetto di Dio nell’Universo; la domanda sulla causalità finale: perché c’è qualcosa piuttosto che niente? Quando ci poniamo questa domanda, non stiamo parlando di una causa come le altre. Ci stiamo interrogando sulla radice di tutte le cause possibili. La scienza non è altro che lo sforzo collettivo della mente umana di leggere la mente di Dio partendo dai punti interrogativi di cui noi e il mondo intorno a noi sembriamo fatti.”